# Desa Giring (administrativ by i Indonesien, Jawa Timur)
Desa Giring är en administrativ by i Indonesien.   Den ligger i provinsen Jawa Timur, i den västra delen av landet, 800 km öster om huvudstaden Jakarta. Desa Giring ligger på ön Madura.